# Česká beseda
Česká beseda je tradiční český salónní řadový tanec pro čtyři páry. Trvá 12 minut.

## Vznik
Generace šedesátých let devatenáctého století se dočkala nového českého národního tance. Stal se jím kontratanec ve formě čtverylky „ČESKÝ SALÓNNÍ TANEC BESEDA“.
U jeho zrodu stál básník Jan Neruda, který naléhal na Karla Linka, aby Besedu sestavil. Český taneční mistr Karel Link a hudební pedagog a skladatel – spolumajitel hudební školy s Bedřichem Smetanou – Ferdinand Heller se stali tvůrci nového tance.
Poprvé byla tančena 11. listopadu 1863 v Konviktě při společenském večeru tzv. Barákových besed. Zde tančili v ukázce i Smetana a Neruda. O dva měsíce později tančilo českou besedu na Žofíně již 144 párů na plese Národní besedy. Česká beseda má čtyři díly, každý z nich dvě části. První část v 3/4 taktu, druhá ve 2/4.

## Původ názvu česká beseda
Slovy „česká beseda“ nahradil roku 1841 Josef Kajetán Tyl cizí výraz réunion (případně pozdější ressource) pro taneční zábavy prokládané českou deklamací a českými zpěvy. První taková česká beseda se konala v květnu 1841 v pražských Svatováclavských lázních. Po pražském vzoru pak byly české besedy konány v Čechách, na Moravě i na Slovensku, ve Vídni pak od roku 1846. Česká beseda byl později častý název spolků v českých zemích i v zahraničí.

## Sestava
Sestava má čtyři části, každá z nich sestává z několika úryvků národních písní a tanců. Níže je zachován pravopis a obsah dle vydání z roku 1891. V různých dobách existují drobné textové odchylky.

### I. oddíl
- Úvod

Páni, dámy, beseda začíná

Páni, dámy, beseda je.
- sousedská: Počkej, já povím:

Počkej, já povím,

že's na mně loudíval,

počkej, já povím,

žes na mně chtěl.

V zahrádce kytičku,

po cestě hubičku.

Počkej, já povím,

že's na mně chtěl.
- furiant: Sedlák, sedlák, sedlák

Sedlák, sedlák, sedlák,

ještě jednou sedlák

sedlák, sedlák,sedlák,

je velký pán:

on má pas na břiše

a na svém kožiše,

tu-li- tu-li- tu-li-

tu- tulipán.
- polka (dvojpolka): Alou páni muzikanti:

Alou, alou! zahrajte mně

pěkně zvesela,

že mně moje nejmilejší

odpověděla;

Z toho si nic nedělám,

klobouk na stranu si dám,

protože jsem švarný jonák,

sobě zazpívám.
- řezanka: Počkej holka

Počkej holka za tím roštím,

však já ti to neodpustím,

Počkej holka za tím roštím,

však já ti tam dám,

A co, a proč,

a jak, a nač?

Dvě hubičky nebo čtyři,

ty já tobě dám.
- polka (dvojpolka): Alou páni muzikanti

Alou páni muzikanti,

hrajte z vesela,

že mně moje nejmilejší vypověděla.

Z toho si nic nedělám,

klobouk na stranu si dám,

protože jsem švarný jonák,

sobě zazpívám.
- řezanka: Počkej holka

Počkej holka za tím roštím,

však já ti to neodpustím,

Počkej holka za tím roštím,

však já ti tam dám!

A co? – a nač? – a jak? – a proč?

Dvě hubičky nebo čtyry,

ty já ti tam dám!

### II. oddíl
- Úvod
- komínek: Komínku, komínku můj

|: Komínku, komínku, komínku můj,

za to já tě prosím, jen trochu stůj!

Kdybych tě, komínku, nebyl držel,

dávno bys, komínku,

v písku ležel. :|
- furiant: Sedlák, sedlák, sedlák

Sedlák, sedlák, sedlák,

ještě jednou sedlák, sedlák, sedlák,

je velkej pán:

on má pás na břiše

a na svým kožiše,

tuli- tuli- tuli-

má tulipán.
- obkročák: Nechoď tam, poď radš k nám:

Nechoď tam, pojď radš k nám,

já jsem holka onačejší,

pojď radš k nám, nechoď k ní,

já jsem holka onačí;

jestli ona bohatější,

za to já jsem upřímnější,

nechoď k ní, pojď radš k nám,

já tě ráda uhlídám.
předehra
- polka: Pata, špička, celá noha

Pata, špička, celá noha,

a to je ta polka nová.

Pata, špička celá noha,

polka nová je.
- obkročák: Nechoď tam, pojď radš k nám:

Nechoď tam, poď radš k nám,

já jsem holka onačejší,

nechoď tam, poď radš k nám,

já tě ráda mám.

Jestli ona bohatější,

já jsem za to upřímnější –

nechoď tam, poď radš k nám,

já tě ráda mám.
předehra
- polka: Pata, špička, celá noha

Koukej, koukej, koukej, Vašku,

jakou já mám šněrovačku;

koukej, koukej, koukej, Vašku,

jak se ti líbím§

Pata, špička, celá noha,

ajta! zas je polka nová.

### III. oddíl
- Úvod - Dudák
- rejdovák: Letěla husička

Letěla husička,

letěla s vysoka,

nemohla přeletět,

padla do potoka.
- furiant: Kdybys byl Jeníčku

- Hulán

Kdybys byl, Jeníčku, poslouchal matičku,

nebyl bys teď nosil po boku šavličku;

neměl bys šavličku a koně vranýho,

nebyl bys poslouchal člověka cizího.
- Kalamajka: Kalamajka mik, mik, mik

Kalamajka mik mik mik,

oženil se kominík,

co si to vzal za ženu,

šafářovu Mařenu.
- furiant: Kdybys byl Jeníčku

Kdybys byl, Jeníčku, poslouchal matičku,

nebyl bys teď nosil po boku šavličku;

neměl bys šavličku a koně vranýho,

nebyl bys poslouchal člověka cizího.
- kalamajka: Kalamajka mik, mik, mik

Kalamajka mik mik mik!

oženil se kominík.

Co si to vzal za ženu?

Pastejřovic Mařenu.

### IV. oddíl
- Úvod
- sousedská: Měla jsem milého parukáře

|: Měla jsem milého

parukáře,

on se mi utopil v pivovaře; :|

Tralala la–la,

hledejte ho!,

tralala la–la,

najdete ho,

paruka tam leží

vedle něho.
- furiant: Sedlák, sedlák, sedlák

Sedlák, sedlák, sedlák,

ještě jednou sedlák, sedlák, sedlák,

je velkej pán:

on má pás na břiše

a na svým kožiše,

tuli- tuli- tuli-

má tulipán.
- Kuželka:

hudba

Počkej, holka, neutíkej,

dej mi salátku ku – ku!

Kde bych já ho smutná vzala,

nemám zahrádku.

Však nám tak nebude,

až se oženíme,

však nám tak nebude, až se vdáme;

budeme seděti

za kamny u dětí –

však nám tak nebude,

jak se máme.

- 3 repetice, počtvrté Kuželka přechází ve Strašák 
- strašák:

Dneska jsi Andulko hezká,

 

Já dnes jednu miluju,

zejtra jinej slibuju;

já jsem tak jako pták:

pomiluju, nechám tak. 

## Zajímavost
Přesto, že se jedná o českou besedu, text k ní napsal napsal Karel Link německy. První český (anonymní) překlad se objevil v roce 1863. Jak popsal historii vzniku Jan Neruda, nemíní se tím, že by Link psal německé texty k českým lidovým písním; upravil lidové tance na společenské. Starší zdroje z doby prvních uvedení České besedy se o zpívání textů nezmiňují.